# Eri Kitamura

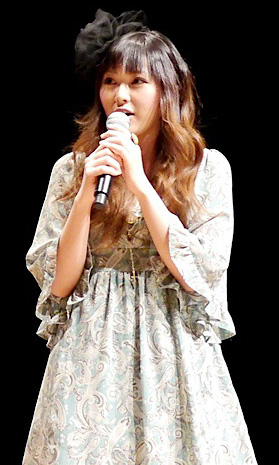
Eri Kitamura (2011)

Kitamura Eri (jap.喜多村英梨, * 16. August 1987 in Tokio) ist eine japanische Synchronsprecherin und Sängerin. Sie ist vor allem für ihre Rolle in der Anime-Serie Blood+ als Saya Otonashi bekannt und veröffentlichte 2012 ihr erstes Solo-Album Re;Story. Sie ist eine Amateur-Manga-Zeichnerin. Darüber hinaus stellte sie ihre Stimme für den Sprach-Synthesizer Vocaloid Cul zur Verfügung.

## Rollen

### Anime-Fernsehserien
- 2003: Last Exile (Tatiana Wisla)
- 2004: Mermaid Melody – Pichi Pichi Pitch! (Seira)
- 2005: Blood+ (Saya Otonashi)
- 2005: Le Chevalier D’Eon (Anna Rochefort)
- 2005: Night Head Genesis (Yoshimi Taniguchi)
- 2005: Simoun (Amuria)
- 2007: Idolmaster: Xenoglossia (Makoto Kikuchi)
- 2007: Ikki Tousen (Kakouen Myousai)
- 2007: Jigoku Shōjo: Futakomori (Juri Moriuchi)
- 2007: Kaze no Stigma (Michael Harley)
- 2007: Kodomo no Jikan (Rin Kokonoe)
- 2007: Minami-ke (Yuka Uchida)
- 2007: Potemayo (Sunao Moriyama)
- 2007: Seto no Hanayome (Akeno Shiranui)
- 2007: Tōka Gettan (Makoto Inukai)
- 2007: Terra e… (Tony (Jung))
- 2007: You’re Under Arrest! (Yukari)
- 2008: Amatsuki (Yakou)
- 2008: Blassreiter (Lene Clavier)
- 2008: Chaos;Head (Rimi Sakihata)
- 2008: Ga-Rei – Zero (Natsuki Kasuga)
- 2008: Ikki Tousen – Great Guardians (Kakouen Myousai)
- 2008: Jigoku Shōjo: Mitsuganae (Nishino Chizuru)
- 2008: Junjo Romantica: Pure Romance (Kamijo Hiroki (Jung))
- 2008: Kemeko Deluxe! (Sanpeita Kobayashi)
- 2008: Kyōran Kazoku Nikki (Akeru Nishikura)
- 2008: Minami-ke: Okawari (Yuka Uchida)
- 2008: Nogizaka Haruka no Himitsu (Ryōko Sawamura)
- 2008: Noramimi (Cinnamon)
- 2008: Persona: Trinity Soul (Takurō Sakakibas Vater)
- 2008: Shigofumi (Ran Yahiro)
- 2008: Toradora! (Ami Kawashima)
- 2008: Vampire Knight (Rima Tōya)
- 2008: Vampire Knight Guilty (Rima Tōya)
- 2008: Yatterman (Horita)
- 2009: Asura Cryin (Rikka Kurasawa)
- 2009: Bakemonogatari (Karen Araragi)
- 2009: Fairy Tail (Cana Alberona, Aquarius, Gray Fullbuster (Kind))
- 2009: Fresh Pretty Cure! (Miki Aono/Cure Berry)
- 2009: Kanamemo (Hinata Azuma)
- 2009: Kurokami: The Animation (Kakuma)
- 2009: Minami-ke: Okaeri (Yuka Uchida)
- 2009: NEEDLESS (Eve Neuschwanstein)
- 2009: Nogizaka Haruka no Himitsu (Ryōko Sawamura)
- 2009: Sora Kake Girl (Lily)
- 2009: Umineko no Naku Koro ni (Chiester 410)
- 2009: Taishō Yakyū Musume. (Shizuka Tsukubae)
- 2009: Tegami Bachi (Ann)
- 2009: Tokyo Magnitude 8.0 (Mayu)
- 2009: Yumeiro Patisserie (Mari Tennōji, Honey)
- 2010: Angel Beats! (Yui)
- 2010: Dance in the Vampire Bund (Nero)
- 2010: Highschool of the Dead (Saya Takagi)
- 2010: Kuragehime (Sara)
- 2010: Nurarihyon no Mago (Gyuki (7 Jahre alt))
- 2010: Queen’s Blade: Rurō no Senshi (Alleyne)
- 2010: Queen’s Blade: Gyokuza o Tsugumono (Alleyne)
- 2010: Sound of the Sky (Kureha Suminoya)
- 2010: Tatakau Shisho: The Book of Bantorra (Hamyuts Meseta (Jung))
- 2010: Working!! (Yachiyo Todoroki)
- 2010: Yumeiro Patissiere SP Professional (Mari Tennōji, Honey)
- 2011: 30-sai no Hoken Taiiku (Pī-chan, Kū-chan)
- 2011: Ao no Exorcist (Izumo Kamiki)
- 2011: C³ (Kirika Ueno)
- 2011: Freezing (Ganessa Roland)
- 2011: Mayo Chiki! (Kanade Suzutsuki)
- 2011: Nurarihyon no Mago: Sennen Makyo (Rikuo Nura (Kind))
- 2011: Onii-chan no Koto Nanka Zenzen Suki Janain Dakara ne!! (Nao Takanashi)
- 2011: Puella Magi Madoka Magica (Sayaka Miki)
- 2011: Softenni (Kotone Sawanatsu)
- 2011: Last Exile – Gin’yoku no Fam (Tatiana Wisla)
- 2011: Rio – Rainbow Gate! (Misery)
- 2011: Sket Dance (Quecchon)
- 2011: Working'!! (Yachiyo Todoroki)
- 2012: Black Rock Shooter (Kagari Izuriha)
- 2012: Campione! (Liliana Kranjčar)
- 2012: Dusk Maiden of Amnesia (Kirie Kanoe)
- 2012: Girls und Panzer (Darjeeling)
- 2012: Haiyore! Nyaruko-san (Mahiro Yasaka)
- 2012: Nekomonogatari (Kuro) (Karen Araragi)
- 2012: Nisemonogatari (Karen Araragi)
- 2012: Oniichan dakedo Ai sae Areba Kankeinai yo ne! (Arashi Nikaidō)
- 2012: Papa no Iu Koto o Kikinasai!(Miu Takanashi)
- 2012: Pocket Monsters: Best Wishes! (Homika)
- 2013: Gen’ei o Kakeru Taiyō (Seira Hoshikawa)
- 2013: Haiyore! Nyaruko-san W (Mahiro Yasaka)
- 2013: Karneval (Kiichi)
- 2013: Mangirl! (Hikari Ayano)
- 2013: Minami-ke: Tadaima (Yuka Uchida)
- 2013: Monogatari Series 2nd Season (Karen Araragi)
- 2013: Senran Kagura (Homura)
- 2013: Magical Suite Prism Nana (Kotone Oribe)
- 2013: Zettai Bōei Leviathan (Bahamut)
- 2016: Bloodivores (Anji)
- 2016: My Hero Academia (Mina Ashido)
- 2017: Made in Abyss (Mitty)
- 2018: Gaikotsu Shotenin Honda-san (Hōtai)
- 2019: The Helpful Fox Senko-san (Yozora)

### OVA
- Aruvu Rezuru: Kikaijikake no Yōseitachi (Shiki Mikage)
- Durarara!! (Mairu Orihara)
- Fairy Tail: Welcome to Fairy Hills!! (Cana Alberona, Aquarius)
- ICE (Mint)
- Koharu Biyori (Yui)
- Mai-Otome (Sister Hermana Shion)
- Princess Resurrection (Riza Wildman)
- Corpse Party (Yuka Mochida)

### Filme
- Blue Exorcist (Izumo Kamiki)
- Broken Blade (Leto)
- Fairy Tail the Movie: The Phoenix Priestess (Cana Alberona, Aquarius)
- Pretty Cure All Stars Serie (Miki Aono/Cure Berry)
- Fresh Pretty Cure: The Toy Kingdom has Many Secrets!? (Miki Aono/Cure Berry)
- Puella Magi Madoka Magica: Beginning/Eternal/Rebellion (Sayaka Miki)

## Diskografie
Die Tonträger erschienen bei der japanischen Plattenfirma King Records.

### Alben
- Re;Story – 2012
- Shomei (証×明) – 2014

### Singles
- Before the Moment – 2004
- Tsuyogari (つよがり) – 2008
- Realize – 2008
- Guilty Future – 2009
- Be Starters! – 2011
- Shirushi (紋) – 2011
- Happy Girl – 2012
- Destiny – 2012
- Miracle Gliders – 2013
- Birth – 2013
- Tenohira -Show- (掌-show-) – 2014
- Rinrei (凛麗) – 2014
- DiVE to GiG -K - AiM – 2017